# هريماوات
الهريماوات (الاسم العلمي:Pyramidellinae) هي أسرة من الرخويات تتبع فصيلة الهريمات من أصنوفة الرئويات العمومية.

## التصنيف
- الهريماوية
  - الهريمة